# Czermin (gmina, Grande-Pologne)
Pour les articles homonymes, voir Czermin.
Czermin [ˈt͡ʂɛrmin] est une commune rurale de la voïvodie de Grande-Pologne et du powiat de Pleszew. Elle s'étend sur 97,8 km2 et comptait 4 839 habitants en 2010.
Elle se situe à environ 8 kilomètres au nord de Pleszew et à 76 kilomètres au sud-est de Poznań, la capitale régionale.

## Géographie
| - Plan de la gmina de Czermin. |